# Møtrik
En møtrik er en mekanisk del, der kendetegnes ved at have et indvendigt gevind. Derfor vil en møtrik ofte bruges i forbindelse med en bolt eller gevindstang, der kendetegnes ved at have et udvendigt gevind.
Alt efter formål, kan anvendes forskellige udformninger, materialer og gevind. Eksempler på forskellige møtrikker er: Topmøtrik, kronemøtrik, fløjmøtrik og låsemøtrik.
Størrelserne på møtrikkens udvendige mål og gevindets tykkelse hænger ofte sammen, idet det er standardiseret. I det metriske gevind passer det med, at en 10 mm møtrik (til 10 mm gevind) måler 17 mm over de 2 parallelle flader. En 8 mm møtrik er 13 mm, en 6 mm er 10 mm.
En møtrik, kan defineres med en ISO- eller DINnorm f.eks. ISO 4032, eller DIN 934 som beskriver hvordan en møtrik skal se ud i dimensionering og form; Der findes også andre normbeskrivelser.